# Henri Fehr

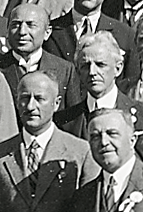
Henri Fehr (unten rechts, 1932)

Henri G. Fehr (* 2. Februar 1870 in Zürich; † 2. November 1954 in Genf) war ein Schweizer Mathematiker. Er war Professor für Mathematik an der Universität Genf.
Fehr studierte in Genf, an der ETH Zürich und in Paris, wo er 1892 sein Lizenziat als Lehrer erhielt. Danach unterrichtete er Mathematik an höheren Schulen in Genf sowie 1895 bis 1900 als Privatdozent an der Universität und hielt dort unter anderem Vorlesungen über projektive Geometrie und Differentialgeometrie. 1899 wurde er an der Universität Genf mit einer Arbeit über den Vektor-Kalkül und die Vektoranalysis bei Hermann Grassmann promoviert. 1900 wurde er Professor für Algebra und höhere Geometrie an der Universität Genf (Faculté des Sciences). Er war Professor und später Dekan, Vizerektor und Rektor an der Universität Genf und widmete sich insbesondere der Wissenschaftsorganisation und der Mathematikpädagogik. 1945 ging er in den Ruhestand.
Von 1913 bis 1915 war er der zweite Präsident der Schweizerischen Mathematischen Gesellschaft, die er mit Rudolf Fueter und Marcel Grossmann 1910 gründete, und ab 1935 deren Ehrenmitglied. Er war auch Mitgründer der Zeitschriften Commentarii Mathematici Helvetici und L’Enseignement Mathématique. Letztere Zeitschrift gründete er 1899 mit seinem Freund Charles-Ange Laisant (1841–1920). Sie war der Mathematikpädagogik gewidmet und bemühte sich um internationale Kontaktpflege und internationale Verständigung ohne nationale Präferenzen. 1908 war er an der Gründung der Internationalen Mathematischen Unterrichtskommission (IMUK) in Rom beteiligt und war deren erster Sekretär. Auch nach der Neugründung nach den Gegnerschaften der Zeit des Ersten Weltkriegs 1928 war er deren Sekretär und auch bei der Neugründung als ICMI 1952 war er beteiligt.
1905 bis 1909 war er Präsident der Schweizer Gesellschaft der Mathematiklehrer.

## Schriften
- Application de la méthode vectorielle de Grassman à la géométrie infinitésmale, Paris 1899, 2. Auflage 1907 (Dissertation).
- mit Théodore Flournoy: Enquête sur on la methode de travail des mathématiciens, Genf 1906.
- Elementare Mathematik. Allgemeine Übersicht über die verschiedenen Gebiete nebst kurzen Notizen über die historische Entwicklung der Mathematik, Genf 1902.
- L'enseignement mathématique en Suisse, Rapport publié sous la direction de H. Fehr, Basel und Genf 1912.
- Sur l'emploi de la multiplication extérieure en Algèbre, Nouvelles Annales de Mathématiques, 14, 1895, S. 74–79.
- L'extension de la notion de nombre dans leur développement logique et historique, L’Enseignement mathématique, 4, 1902, S. 16–27.
- Der Funktionsbegriff im mathematischen Unterricht der Mittelschule, L’Enseignement Mathématique, 7, 1905, S. 177–187.